# 龍王廟 (臺南府)

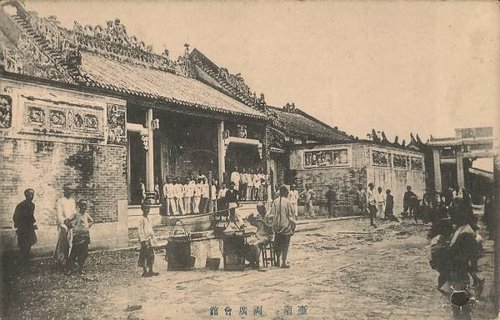
日治初期的臺南兩廣會館，背景可見重道崇文坊及龍王廟的翹脊屋頂。

龍王廟是昔日臺灣府城的七寺八廟之一，現已不存，原址即今臺南市中西區臺南市美術館1館（原臺南警察署），主祀四海龍王。臺灣日治時期遭到拆除。

## 沿革
該廟創建於康熙五十五年（1716年）的臺廈道，由福建分巡臺灣廈門道梁文科捐俸助建，據《臺灣縣志》所收之〈新建龍王廟碑記〉，該廟是由東安坊二王廟舊址改建而來，動工自康熙五十五年（1716年）九月，落成於該年十一月。
之後該廟曾在乾隆四年（1739年）由臺灣府知府劉良壁重修，乾隆四十三年（1778年）由臺灣府知府蔣元樞重修。
1895年，清朝與日本簽訂馬關條約，福建臺灣省割讓。日治之後，該廟遭官方徵用並拆除，四海龍王神像至今下落不明，後在原址興建臺南警察署、2018年成為美術館1館。。